# Carex rostrata
Espèce
Statut de conservation UICN

 LC  : Préoccupation mineure
Carex rostrata, la Laîche en ampoules, est une plante herbacée que l'on rencontre dans les zones humides, de la famille des cypéracées.

## Liste des variétés
Selon World Checklist of Selected Plant Families (WCSP) (25 avr. 2013) et Catalogue of Life (25 avr. 2013):
- Carex rostrata var. ambigens Fernald (1901)
- Carex rostrata var. rostrata